# Touched by Jesus
Touched by Jesus è il terzo album in studio del gruppo rock inglese All About Eve, pubblicato nel 1991.

## Tracce
1. Strange Way
2. Farewell Mr. Sorrow
3. Wishing the Hours Away
4. Touched by Jesus
5. The Dreamer
6. Share It With Me
7. Rhythm of Life
8. The Mystery We Are
9. Hide Child
10. Ravens
11. Are You Lonely

## Formazione
- Julianne Regan - voce
- Marty Wilson-Piper - chitarra elettrica, chitarra acustica, mandolino
- Andy Cousin - basso
- Warne Livesey - tastiera
- David Gilmour - chitarra (tracce 3 e 11)
- Gavyn Wright - violino (traccia 10)